# Täglich ausverkauft!
Täglich ausverkauft! ist ein US-amerikanisches romantisches Filmmusical aus dem Jahr 1937. Es wurde von Buddy G. DeSylva unter der Regie von David Butler bei Universal Pictures in Schwarzweiß produziert. Die US-Premiere fand am 26. Dezember 1937 statt.

## Handlung
Der Broadway-Produzent Don King macht sich große Sorgen um den Start seiner neuen Show. Die Premiere soll am selben Abend stattfinden wie eine große Benefizgala. Um die Show interessant zu machen, engagiert er den Kellner Hal Adams, der als Millionär getarnt Karten für die gesamte erste Woche der Show für sich aufkauft. Unter dem Vorwand, er sei in Betty Bradley, den Star der Show, verliebt, besucht Hal jeden Abend die Show. Dabei verliebt er sich tatsächlich in Betty, die von dem Betrug nichts ahnt. Weil die Angst, enttarnt zu werden, wächst, taucht Hal vor der eigentlichen Premiere unter. Don ist inzwischen pleite, weil Hal in seiner Rolle als Millionär das Geld ungehemmt ausgegeben hat, und die Show droht ins Wasser zu fallen. Er beichtet Betty alles, und diese schafft es, über einen Werbevertrag Geld heranzuschaffen, sodass die Show stattfinden kann. Die Show wird ein Erfolg, und Hal und Betty heiraten.

## Auszeichnungen
Jack Otterson wurde 1938 mit You’re a Sweetheart für einen Oscar in der Kategorie Bestes Szenenbild nominiert.